# Лінгенталь

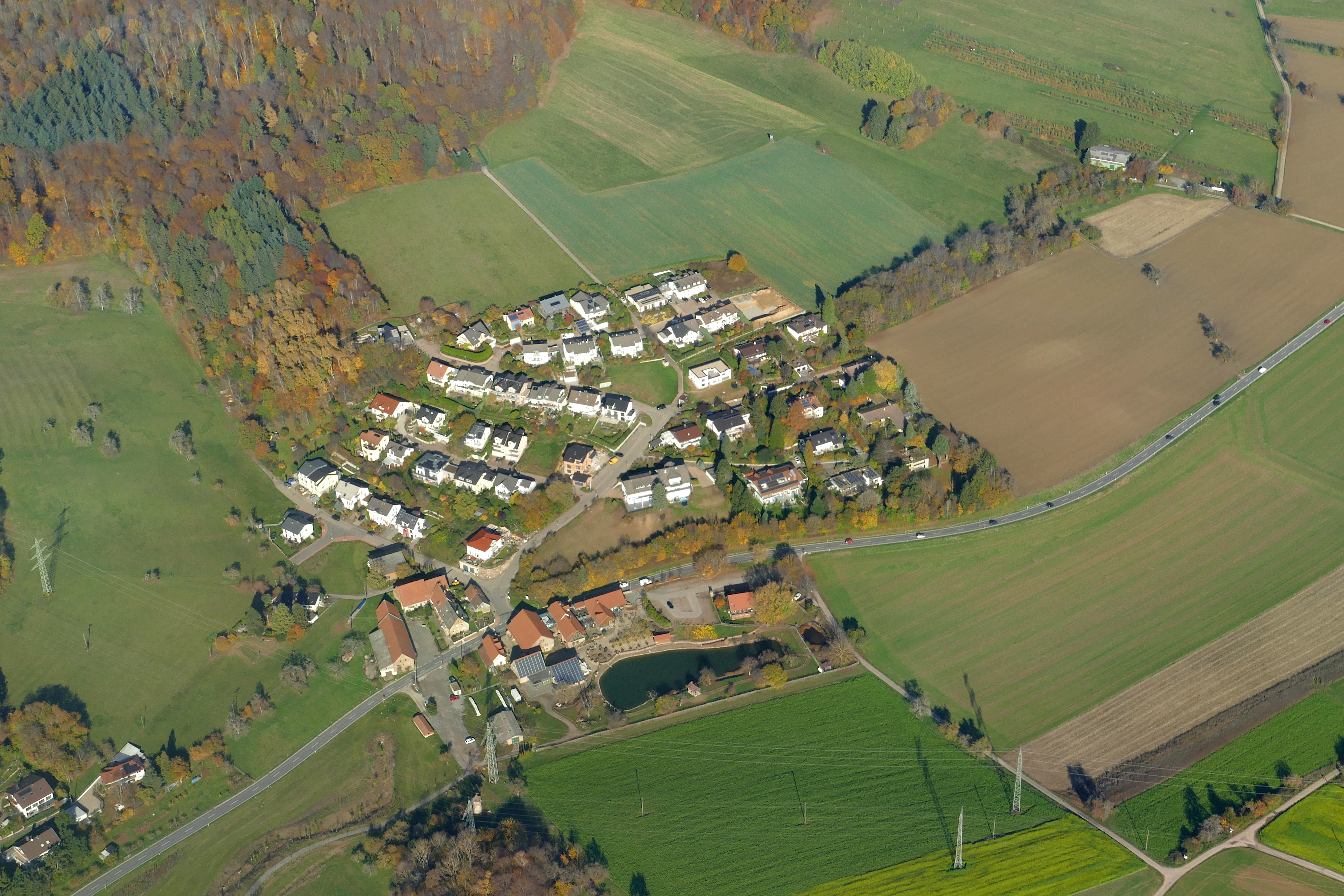
Вид на Лінгенталь з висоти пташиного польоту

Лінгенталь — село у складі міста Ляймен у районі Рейн-Неккар у землі Баден-Вюртемберг, яке бере початок від історичного маєтку.

## Географія
Лінгенталь знаходиться приблизно в двох кілометрах на схід від Ляймена на південному підніжжі Кенігштуля.

## Історія
На основі знайденого в 1884 році «надгробку Могеція» припускається, що ця місцевість була заселена вже в римські часи.
Теперішнє поселення вперше згадується в 1312 році як Лангенталь. Спочатку воно складалося лише з історичного маєтку Лінгенталер Хоф, який у 1683 році включав площу 202 акри полів і 44 акри лісу і був переданий у спадок. Ферма спочатку була частиною громади Гайберг і частково знаходилася в районі Мекешаймер-Зент, кордон якого проходив через маєток. Після воєн XVII століття багато швейцарських іммігрантів оселилися в Курпфальці. Спадкоємцями маєтку на той час була родина Цуберів, яка прибула до Курпфальцу зі Штеффісбурга поблизу Берна.
З 1771 року Лінгенталем керував Оксенбах. В садибі займалися тваринництвом, плодівництвом і землеробством. Шовковий привілей курфюрста Карла Теодора від 1777 року також передбачав, що Лінгенталер Хоф отримував п'ять тутових дерев на рік для розведення шовкопряда до 1810 року.
міні| Трансформаторна станція в Лінгенталі на захід від маєтку

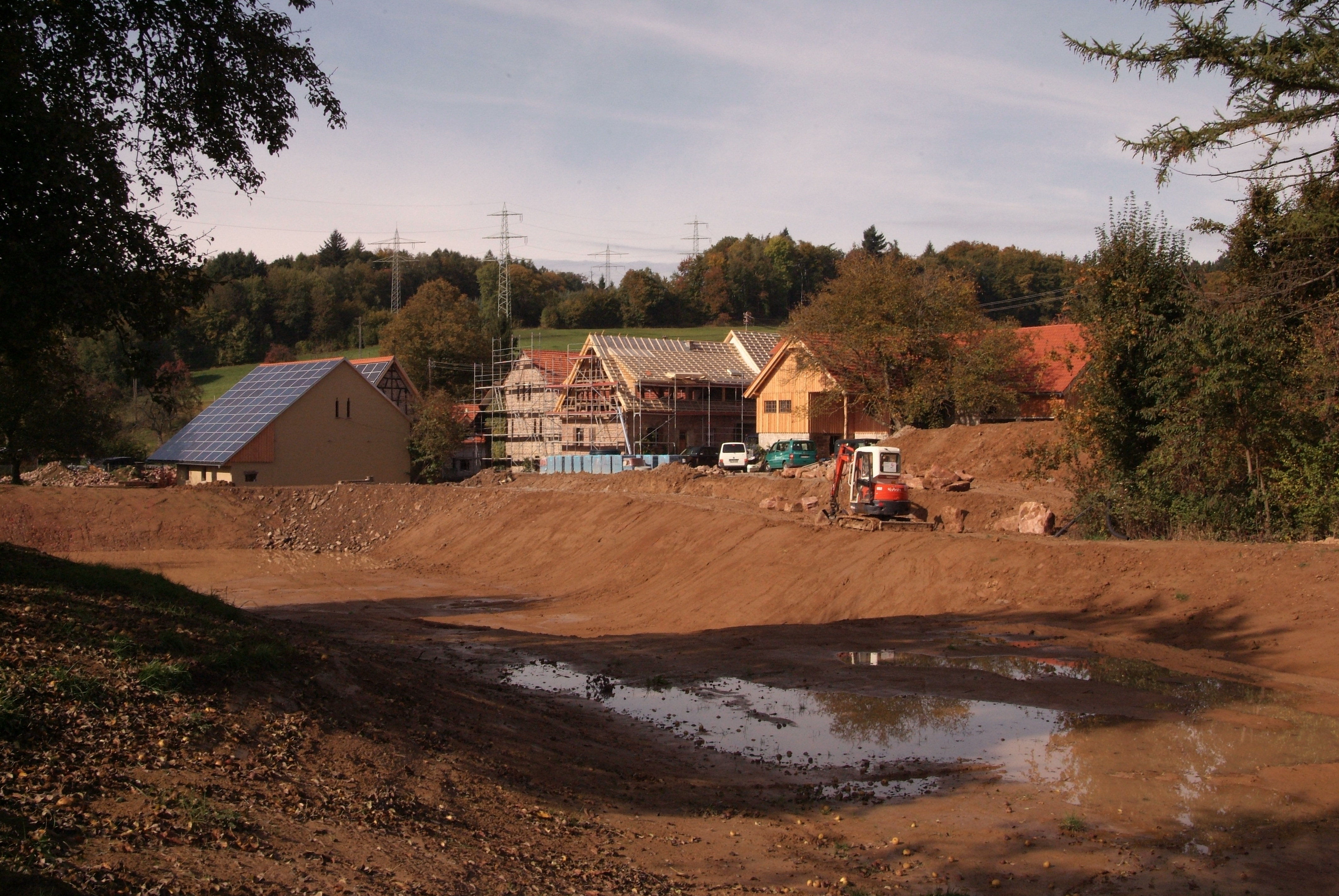
Будівельні роботи в маєтку Лінгенталь у жовтні 2012 року, незабаром після розкопки озера

З 1818 року маєтком Lingentaler Hof володів історик права Карл Саломо Захарія. Він і його син Карл Едуард Захарія називали себе фон Лінгенталем після підвищення в дворянство в 1843 році. У своїй автобіографії Захарія описав маєток як «безтурботне місце, відокремлене від осель людей».
У 1874 році було заплановано розширення дороги від Ляймена до Лінгенталя, яке було розпочато в 1881 і ще не було завершено в 1885 році. 1 квітня 1937 року громада Оксенбах цу Ляймен була розпущена, Лінгенталь і головне місто громади Оксенбах увійшли до складу громади Гауангеллох, а 1 жовтня 1973 року — до складу Ляймена.
Назва поселення змінювалася кілька разів. Вперше воно згадується в 1312 році як Лангенталь, з XVII століття говорили про Лінгенталер Гоф або Лінгенталергоф. У XIX столітті Захарія називав маєток Ландгут. Назва Lingentaler Hof збереглася донині в назві автобусної зупинки, а саме поселення після розширення в другій половині XX століття називається просто Лінгенталь.
У XX столітті поселення досі складалося лише з двох дворів. В 1962 році був відкритий готель на північний схід від поселення, а з 1965 року був створений невеликий житловий район. До 1980-х років ферма була одним із трьох сільськогосподарських підприємств у Лінгенталі, після чого її використовували для житлових і різних комерційних цілей, тривалий час її будівля залишалась в запущеному стані, але була капітально реконструйована з весни 2012 до осені 2013 року та підготовлена для комерційного застосування. На території садиби буди облаштовані паркувальні місця, відкритий біргартен, створено велике штучне озеро, оточене пішохідними доріжками.

## Транспорт
Місто перетинає дорога L 600, ка прямує від Ляймена до Гайберга.

## Екскурсійні особливості

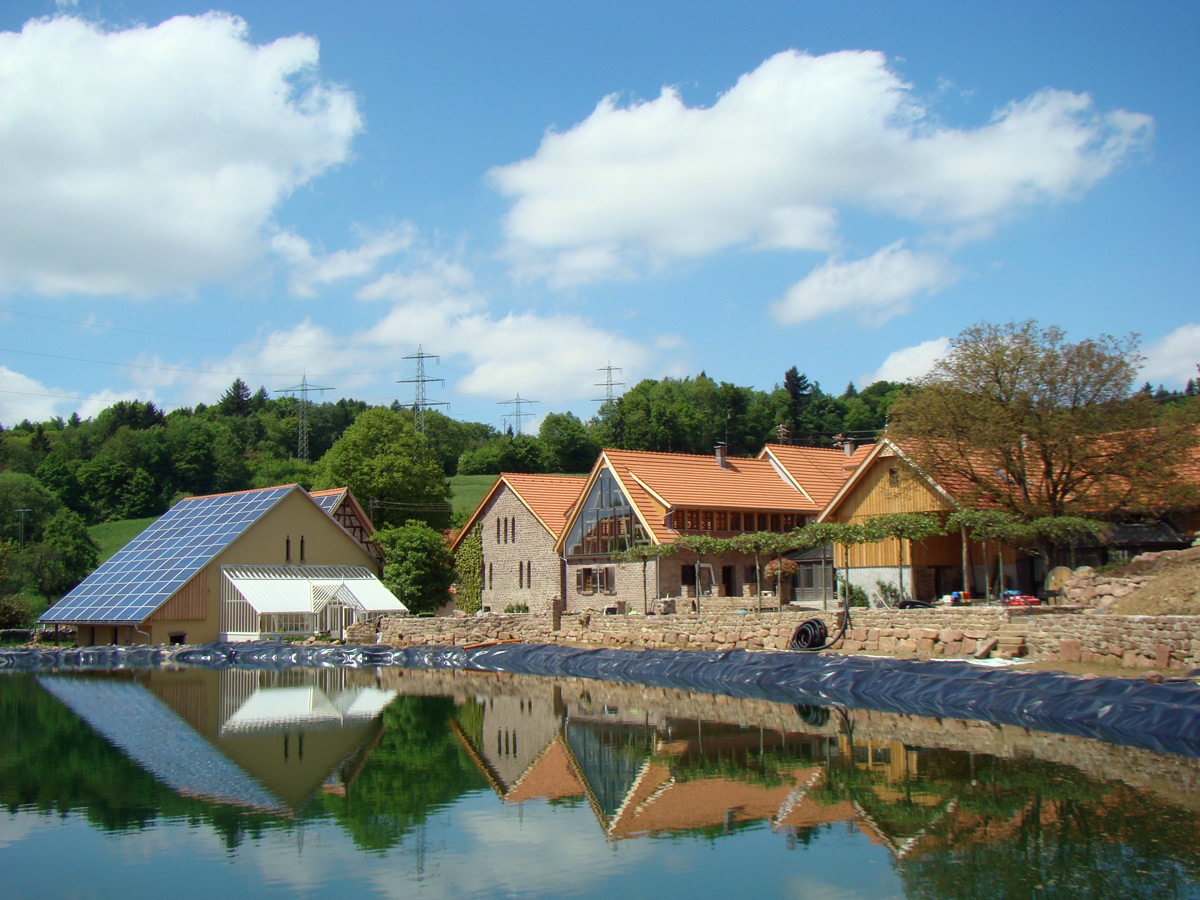
Основні споруди садиби Лінгенталь

Історичним центром міста є маєток Лінгенталь площею 1,3 га. Деякі типові для регіону будівлі з червоного пісковика датуються часами Тридцятилітньої війни. Ансамбль двох житлових і кількох господарських будівель, деякі з яких конструктивно розширені та з'єднані, використовується в комерційних і гастрономічних цілях. У листопаді 2013 року двоповерховий зал, встановлений у найбільшому з колишніх сараїв, був місцем для епізоду серіалу «4 весілля та подорож мрії», маєток також використовувався в інших фільмах та фотографіях. Крім весіль і маркетингових заходів, в маєтку Лінгенталь відбуваються різні культурні заходи, наприклад, музичні концерти. Обидва ресторани садиби є досить популярними популярність. Шеф-кухарем одного з них є Роберт Редель, який був фіналістом конкурсу «Шеф-кухар року» (2013) і чия кухня була нагороджена однією зіркою Довідника Мішлен (2015 та 2016).